# Старая Мурзиха
Ста́рая Мурзи́ха (тат. Иске Мурзиха) — деревня в Елабужском районе Татарстана. Входит в состав Мурзихинского сельского поселения.

## География
Находится в северной части Татарстана на расстоянии приблизительно 22 км на запад по прямой от районного центра города Елабуга у речки Анзирка.

## История
Основана во второй половине XVII века.

## Население
Постоянных жителей было в 1859 году — 131, в 1887—279, в 1905—478, в 1920—447, в 1926—525, в 1938—460, в 1949—249, в 1958—191, в 1970—113, в 1979 — 70, в 1989 — 36. Постоянное население составляло 115 человек (русские 77 %) в 2002 году, 119 в 2010.